# Premier Soccer League
Unter dem Namen Premier Soccer League (abgekürzt PSL) organisiert die National Soccer League den Profifußball in Südafrika. Sie besteht aus der ersten Liga Premier Division und einer ebenfalls eingleisigen zweiten Spielklasse, der First Division. Die National Soccer League ist dem Fußballverband SAFA als Sondermitglied angeschlossen. Ihr Chief Executive Officer (CEO) ist der Norweger Kjetil Siem.
Das Einstiegsgehalt eines PSL-Profis lag 2018 bei 71.000 Rand (etwa 3500 Euro) pro Monat. In der Saison 2019/20 gilt Khama Billiat mit einem Monatsverdienst von mehr als 833.000 Rand (etwa 40.000 Euro) als bestbezahlter Profi der PSL.

## Premier Division
Die Premier Division wurde mit der Saison 1996/97 zum ersten Mal ausgespielt.

### Gründungsmitglieder
| - AmaZulu Durban (Usuthu, Durban) - Bloemfontein Celtic (Phunya Sele Sele, Bloemfontein) - Cape Town Spurs (Kapstadt) (aufgegangen in Ajax Cape Town) - Hellenic FC (Kapstadt) (heute Premier United, Benoni) - Jomo Cosmos (Ezenkosi, Johannesburg) - Kaizer Chiefs (Amakhosi, Johannesburg) - Manning Rangers (Durban; heute Ikapa Sporting FC, Kapstadt) - Michau Warriors (Gqeberha) - Moroka Swallows (The Birds, Johannesburg) | - Orlando Pirates (The Buccaneers, Johannesburg) - QwaQwa Stars (heute Free State Stars, Bethlehem) - Real Rovers (Polokwane) - Mamelodi Sundowns (The Brazilians, Pretoria) - SuperSport United (Matsatsantsa, Pretoria) - Umtata Bush Bucks (Umtata, heute Bush Bucks FC, East London) - Vaal Professionals (Vereeniging) - Witbank Aces (heute Mpumalanga Black Aces, eMalahleni) - Wits University Football Club, (heute Bidvest Wits, Witbank) |

### Heutiges Ligenprinzip
16 Mannschaften spielen den südafrikanischen Fußballmeister aus, der sich gemeinsam mit dem Vizemeister für die CAF Champions League qualifiziert. Der dritte und der Pokalsieger starten im CAF Confederation Cup. Der Tabellenletzte steigt in die „First Division“ ab, der Vorletzte spielt mit dem Zweiten und Dritten der zweiten Liga ein Relegationsturnier um den Klassenerhalt in der PSL.

### Mannschaften in der Saison 2020/21
- AmaZulu Durban
- Baroka FC (Bakgaga, Polokwane)
- Black Leopards FC (Thohoyandou)
- Bloemfontein Celtic (Siwelele)
- Cape Town City FC (Blue and Gold Army, Kapstadt)
- Chippa United FC (Chilli Boys, Gqeberha)
- Golden Arrows (The Backheel Boys, Durban)
- Kaizer Chiefs (Glamour Boys, Johannesburg)
- Mamelodi Sundowns (Downs)
- Maritzburg United (Pietermaritzburg)
- Moroka Swallows (Johannesburg)
- Orlando Pirates (The Bucs, Johannesburg)
- Stellenbosch FC (Stellenbosch)
- SuperSport United (Matsatsantsa, Pretoria)
- TS Galaxy FC (Kameelrivier)
- Tshakhuma Tsha Madzivhandila FC (Thohoyandou)

### Statistik

#### Rekordmeister
| Titelzahl | Verein            |
| --------- | ----------------- |
| 15        | Mamelodi Sundowns |
| 4         | Orlando Pirates   |
| 4         | Kaizer Chiefs     |
| 3         | Supersport United |
| 1         | Manning Rangers   |
| 1         | Santos Kapstadt   |
| 1         | Bidvest Wits      |

#### Liste der bisherigen Meister
| Saison  | Meister           |
| ------- | ----------------- |
| 1996/97 | Manning Rangers   |
| 1997/98 | Mamelodi Sundowns |
| 1998/99 | Mamelodi Sundowns |
| 1999/00 | Mamelodi Sundowns |
| 2000/01 | Orlando Pirates   |
| 2001/02 | Santos Kapstadt   |
| 2002/03 | Orlando Pirates   |
| 2003/04 | Kaizer Chiefs     |
| 2004/05 | Kaizer Chiefs     |
| 2005/06 | Mamelodi Sundowns |
| 2006/07 | Mamelodi Sundowns |
| 2007/08 | Supersport United |
| 2008/09 | Supersport United |
| 2009/10 | Supersport United |
| 2010/11 | Orlando Pirates   |
| 2011/12 | Orlando Pirates   |
| 2012/13 | Kaizer Chiefs     |
| 2013/14 | Mamelodi Sundowns |
| 2014/15 | Kaizer Chiefs     |
| 2015/16 | Mamelodi Sundowns |
| 2016/17 | Bidvest Wits      |
| 2017/18 | Mamelodi Sundowns |
| 2018/19 | Mamelodi Sundowns |
| 2019/20 | Mamelodi Sundowns |
| 2020/21 | Mamelodi Sundowns |
| 2021/22 | Mamelodi Sundowns |
| 2022/23 | Mamelodi Sundowns |
| 2023/24 | Mamelodi Sundowns |
| 2024/25 | Mamelodi Sundowns |

### Umfeld

#### Stadien und Zuschauerzahlen
Seit der Fußball-Weltmeisterschaft 2010 verfügen einige Teams der Premier Soccer League über sehr moderne Stadien, die für die Weltmeisterschaft um- oder neugebaut wurden. Ein Beispiel hierfür sind die Orlando Pirates, die die meisten Heimspiele im Finalstadion Soccer City, welches über eine Kapazität von 94.700 Plätzen verfügt, austrägt. Doch trotz der guten Infrastruktur sind die Zuschauerzahlen eher niedrig. In der Saison 2009/2010 lag der Zuschauerschnitt der Liga nur bei durchschnittlich 7500 Zuschauern, seit der Weltmeisterschaft hat sich dieser Wert nicht merklich erhöht.

#### Fernsehvermarktung und Sponsoring
Die Premier Soccer League ist die finanzstärkste Fußballliga des afrikanischen Kontinents. Dies liegt vor allem am Fernsehvertrag mit den Sendern Super Sport (Pay-TV) und SABC (Free-TV), welcher der Liga 160 Millionen Euro pro Saison zusichert. Weltweit gibt es nur sechs Fußballligen, die höhere Einnahmen erhalten.
Namenssponsor der Liga ist seit 2007 die Absa Bank, deshalb nennt sich die Liga offiziell ABSA Premiership. Von 1996 bis 2007 war die Castle Brauerei (in Besitz von Kompania Piwowarska) der offizielle Sponsor.

## First Division

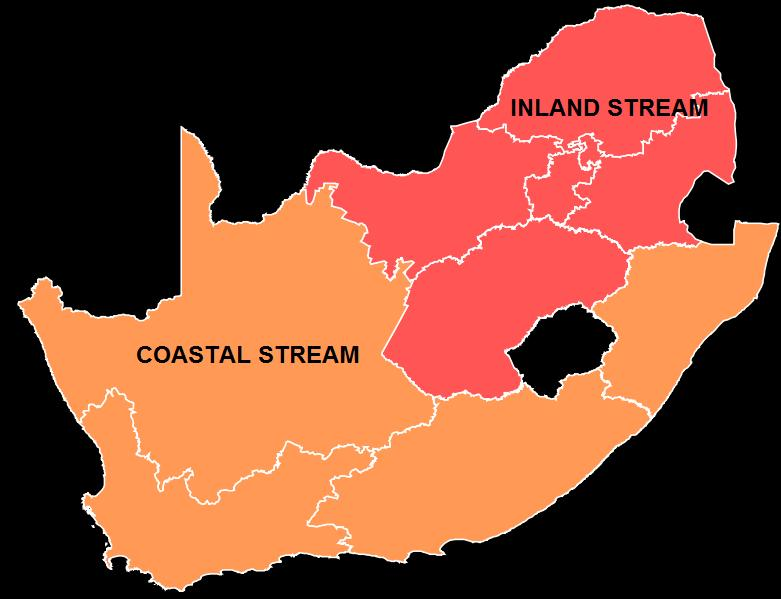
Landkarte der National First Division 1997–2004 & 2007–2011

### Geschichte
Die First Division, auch National First Division, ist die zweithöchste Profiklasse im südafrikanischen Fußball. Sie wurde genauso wie die PSL mit der Saison 1996/97 zum ersten Mal ausgespielt.

#### Saison 1996/97
In der Saison 1996/97 war die NFD noch in vier Gruppen unterteilt. Es gab die Gruppen Western Cape, Natal Eastern Cape, Northern und Southern. Während in den Gruppen Western Cape und Natal Eastern Cape sechzehn Mannschaften spielten, bestanden die Gruppen Northern und Southern aus zweiundzwanzig Mannschaften. Die vier Meister der jeweiligen Staffeln spielten in einem Relegationsturnier um die zwei Aufstiegsplätze.

#### Saison 1997–2004
Schon ein Jahr später wurde das System der NFD geändert. Die vier Staffeln wurden auf zwei dezimiert. Sie bestand damals erstmals aus den zwei Abteilungen Coastal Stream mit den Teams aus der Küstenregion und dem Inland Stream mit Mannschaften aus dem Binnenland. In der Saison 1997/98 bestanden beide Staffeln noch aus zwanzig Mannschaften, ab 1998 die Staffel Coastal Stream aus vierzehn und die Staffel Inland Stream aus sechzehn Mannschaften. Die jeweiligen Meister der beiden Staffeln stiegen direkt in die PSL auf, der Letzte bzw. manchmal die zwei bis drei Letzten stiegen ab. In der Saison 2003/04 mussten mit Hinblick auf die Umstrukturierung im Sommer 2004 die sechs schlechtesten Mannschaften aus der Staffel Coastal Stream und die acht schlechtesten Mannschaften aus der Staffel Inland Stream absteigen.

Logo der Mvela Golden League

#### Saison 2004–2007
Im Sommer 2004 wurden die beiden Staffeln erstmals zu einer nationalen Liga zusammengefasst und die Liga war nach einem Sponsor als Mvela Golden League bekannt. Sie bestand aus sechzehn Mannschaften. Der Meister stieg direkt in die PSL auf, während der Zweite, Dritte und Vierte zusammen mit dem Vorletzten der PSL in einem Relegationsturnier um den letzten freien Platz in der PSL kämpften. Die letzten zwei Mannschaften bzw. in der Saison 2004/05 die letzten vier Mannschaften stiegen ab.

#### Saison 2007–2011
Ab 2007 bestand die Liga wieder aus den zwei Abteilungen, dem Coastal Stream mit den Teams aus der Küstenregion und dem Inland Stream mit Mannschaften aus dem Binnenland. Jede der beiden Ligen hatte acht Teilnehmer. Die Sieger der beiden Ligen spielten am Saisonende gegeneinander und ermittelten damit den ersten Aufsteiger in die Premier Division. Der Verlierer dieses „Finales“ spielte mit den beiden Zweitplatzierten und dem 15. der Premier Division in einem Relegationsturnier um den letzten Platz in der höchsten Spielklasse.

#### Seit der Saison 2011/12
Laut Ligaangaben war das System mit zwei Staffeln vor allem für Sponsoren unattraktiv. Deshalb entschied man, die beiden Staffeln mit je acht Teams ab der Saison 2011/12 wieder zu einer eingleisigen Liga zusammenzufassen. Außerdem beschränkte man die Zahl der maximal erlaubten ausländischen Spieler pro Verein von vormals fünf auf drei und setzte eine Mindestanzahl von südafrikanischen Spielern unter 23 Jahren fest. Diese liegt bei fünf Spielern je Verein und wird vor allem damit begründet, dass so statt der vielen südafrikanischen Routiniers, welche ihre Karriere oft in der First Division ausklingen lassen, junge Talente Spielpraxis erhalten, die die Grundlage für ein zukünftig starkes Nationalteam stellen sollen. Während der Tabellenerste direkt in die PSL aufsteigt, spielen der Tabellenzweite und -dritte zusammen mit dem Vorletzten der PSL in einem Relegationsturnier um den letzten freien Platz in der PSL.

### Mannschaften in der Saison 2017/18
Vereine in der First Division der Saison 2017/18 sind:
- Black Leopards (Venda)
- Cape Town All Stars (Kapstadt)
- Highlands Park (Johannesburg)
- Jomo Cosmos (Johannesburg)
- Mbombela United (Mbombela)
- Mthatha Bucks (Mthatha)
- Real Kings FC (Durban)
- Richards Bay FC (Richards Bay)
- Royal Eagles (Durban)
- Stellenbosch FC (Stellenbosch)
- Super Eagles FC (Bethlehem)
- Tshakhuma Tsha Madzivhandila FC (Limpopo)
- Ubuntu Cape Town (Kapstadt)
- University of Pretoria FC (Pretoria)
- Uthongathi (Tongaat)
- Witbank Spurs (Witbank)

### Statistik

#### Rekordmeister
| Titelzahl | Verein              |
| --------- | ------------------- |
| 3         | African Wanderers   |
| 3         | Black Leopards      |
| 2         | AmaZulu Durban      |
| 2         | Dynamos FC          |
| 2         | Free State Stars    |
| 2         | Golden Arrows       |
| 2         | Jomo Cosmos         |
| 2         | Tembisa Classic     |
| 1         | Baroka FC           |
| 1         | Bay United          |
| 1         | Bloemfontein Celtic |
| 1         | Bush Bucks FC       |
| 1         | Carara Kicks        |
| 1         | Chippa United FC    |
| 1         | FC AK               |
| 1         | Maritzburg United   |
| 1         | Polokwane City      |
| 1         | Pretoria University |
| 1         | Ria Stars           |
| 1         | Santos Kapstadt     |
| 1         | Seven Stars         |
| 1         | Silver Stars        |
| 1         | Thanda Royal Zulu   |
| 1         | Vasco Da Gama       |
| 1         | Wits University     |

#### Liste der bisherigen Meister
| Streams  | Streams             | Streams               | Streams               | Streams                   |
|          | Western Cape        | Natal Eastern Cape    | Northern              | Southern                  |
| Saison   | Meister             | Meister               | Meister               | Meister                   |
| -------- | ------------------- | --------------------- | --------------------- | ------------------------- |
| 1996/97  | Santos Kapstadt     | African Wanderers     | Black Leopards        | Tembisa Classic           |
| Streams  |                     |                       |                       |                           |
|          | Coastal             | Coastal               | Inland                | Inland                    |
| Saison   | Meister             | Zweiter               | Meister               | Zweiter                   |
| 1997/98  | Seven Stars         | Michau Warriors       | Dynamos FC            | Witbank Aces              |
| 1998/99  | African Wanderers   | Avendale Athletico    | Tembisa Classic       | Ria Stars                 |
| 1999/00  | Golden Arrows       | Avendale Athletico    | Ria Stars             | Dynamos FC                |
| 2000/01  | AmaZulu Durban      | Park United           | Black Leopards        | Bloemfontein Young Tigers |
| 2001/02  | African Wanderers   | Avendale Athletico    | Dynamos FC            | Silver Stars              |
| 2002/03  | AmaZulu Durban      | Benoni Premier United | Silver Stars          | Bloemfontein Celtic       |
| 2003/04  | Bush Bucks FC       | Avendale Athletico    | Bloemfontein Celtic   | Free State Stars          |
| National |                     |                       |                       |                           |
| Saison   | Meister             | Zweiter               | Dritter               | Vierter                   |
| 2004/05  | Free State Stars    | Durban Stars          | Hellenic FC           | Tembisa Classic           |
| 2005/06  | Wits University     | City Pillars          | Vasco Da Gama         | Benoni Premier United     |
| 2006/07  | Free State Stars    | Winners Park          | Pretoria University   | FC AK                     |
| Streams  |                     |                       |                       |                           |
|          | Coastal             | Coastal               | Inland                | Inland                    |
| Saison   | Meister             | Zweiter               | Meister               | Zweiter                   |
| 2007/08  | Maritzburg United   | Bay United            | FC AK                 | Dynamos FC                |
| 2008/09  | Carara Kicks        | FC Kapstadt           | Jomo Cosmos           | Mpumalanga Black Aces     |
| 2009/10  | Vasco Da Gama       | Nathi Lions           | Black Leopards        | African Warriors          |
| 2010/11  | Bay United          | Thanda Royal Zulu     | Jomo Cosmos           | Black Leopards            |
| National |                     |                       |                       |                           |
| Saison   | Meister             | Zweiter               | Dritter               | Vierter                   |
| 2011/12  | Pretoria University | Chippa United FC      | Thanda Royal Zulu     | Blackburn Rovers          |
| 2012/13  | Polokwane City      | Santos Kapstadt       | Mpumalanga Black Aces | Thanda Royal Zulu         |
| 2013/14  | Chippa United FC    | Black Leopards        | Milano United         | Baroka FC                 |
| 2014/15  | Golden Arrows       | Jomo Cosmos           | Black Leopards        | Thanda Royal Zulu         |
| 2015/16  | Baroka FC           | Highlands Park        | Mbombela United       | Witbank Spurs             |
| 2016/17  | Thanda Royal Zulu1  | Black Leopards        | Stellenbosch FC       | Royal Eagles              |

Aufsteiger in die PSL
Verlierer der Playoffs
1 = Thanda Zulu Royal wurde am Ende der Saison aufgelöst und mit dem neugegründeten Verein Richards Bay FC ersetzt. Die Lizenz von Thanda Zulu Royal wurde an AmaZulu Durban verkauft, sodass diese aufstiegen.